# Скачко Тетяна Вікторівна
Тетяна Вікторівна Скачко  (18 серпня 1954) — радянська легкоатлетка, олімпійська медалістка.

## Виступи на Олімпіадах
| Олімпіада   | Дисципліна        | Місце |
| ----------- | ----------------- | ----- |
| Москва 1980 | стрибки у довжину | 3     |